# Brodek murowy
Brodek murowy (Tortula muralis Hedw.) – gatunek mchu należący do rodziny płoniwowatych (Pottiaceae Schimp.). Gatunek niewielkich rozmiarów, szeroko rozpowszechniony na świecie, w Polsce pospolity. Rośnie na naturalnych siedliskach skalnych i murach.

## Rozmieszczenie geograficzne
Jest to gatunek kosmopolityczny. Występuje w Ameryce Północnej (Kanada, Stany Zjednoczone), na Karaibach, na południu Ameryki Południowej, w Europie, Azji, Afryce, na wyspach atlantyckich, Nowej Zelandii i Australii. W Polsce pospolity na terenie całego kraju, podawany m.in. z obszaru województwa śląskiego i pasma Gorców.

## Morfologia
GametofitTworzy dość gęste darnie, niebieskozielone w stanie wilgotnym a szarobiałe w stanie suchym. Łodyżki dorastają do 1–1,5 mm wysokości. Chwytniki gładkie, wyrastają u dołu łodyżek. Listki języczkowate, jajowate lub eliptyczne do odwrotnie jajowatych, dorastają do 5 mm długości i 1 mm szerokości, brzegiem do szczytu podwinięte. Szczyt blaszki ostry do zaokrąglonego. Żebro w obrębie blaszki jest brodawkowane, wystaje w formie długiego, gładkiego włosa. Komórki blaszki listka są gęsto brodawkowane, nieprzezroczyste.
SporofitSeta na dole czerwona, na górze żółta, dorasta do 6–15 mm wysokości. Puszki zarodni cylindryczne, stojące i prawie proste, brunatne, długości 4 mm. Perystom pojedynczy, o nasadzie zrośniętej w krótką rurkę, złożony z 32 włosowatych zębów, skręconych od 0,5–2 do 3 razy.
ZarodnikiZarodniki żółtobrunatne, gładkie, kuliste, o rozmiarach 8–12 µm.

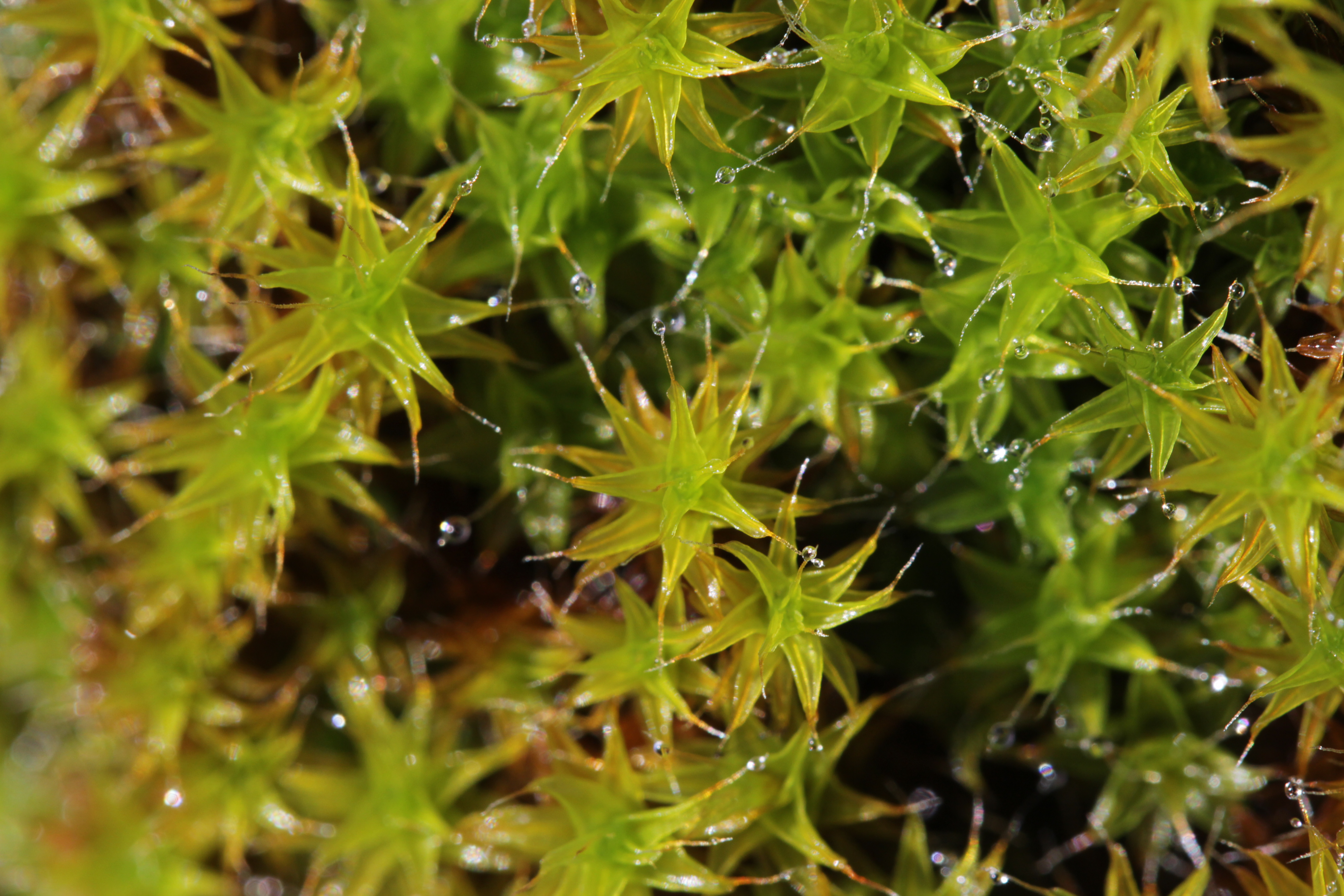
Gametofit
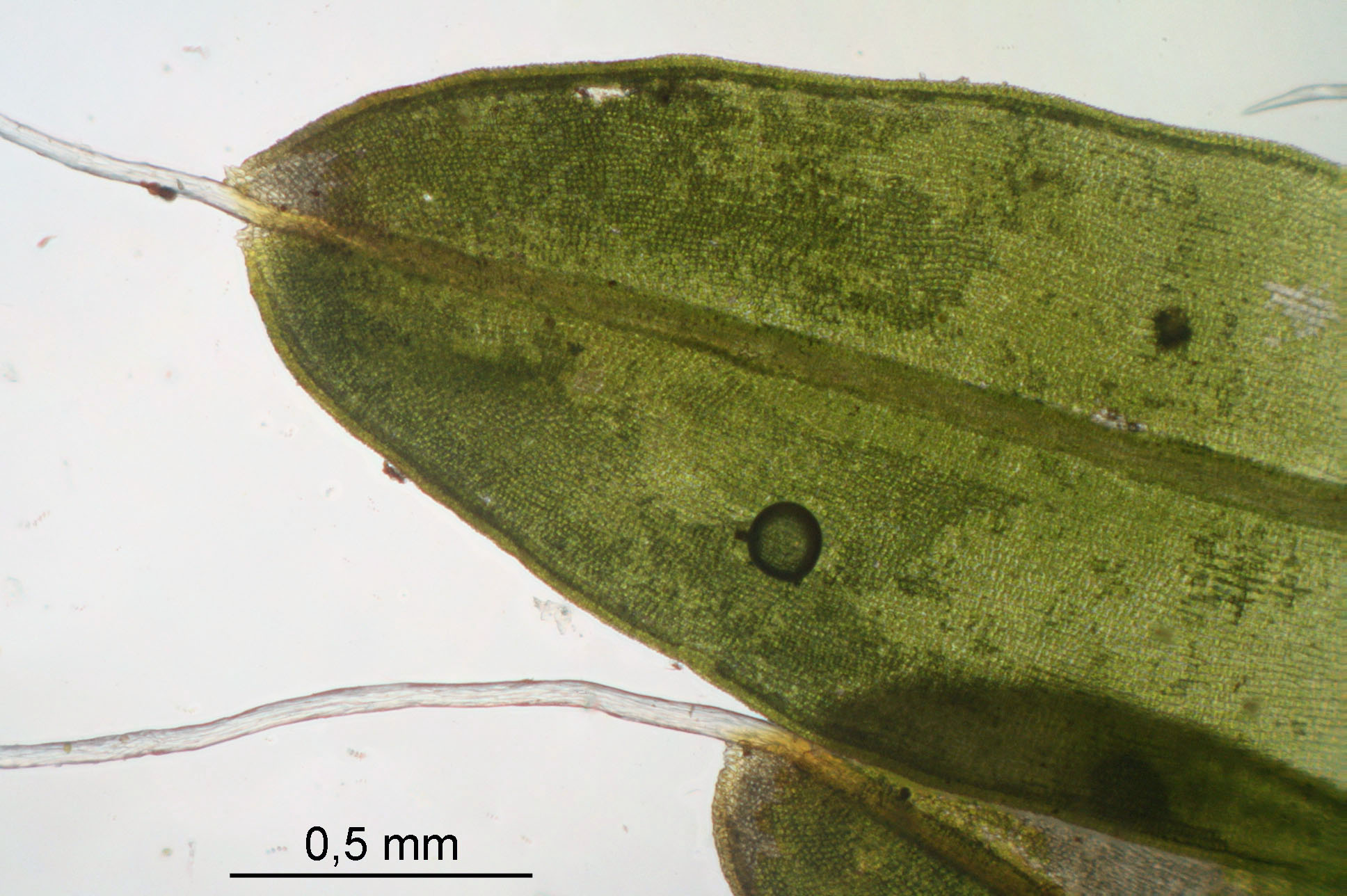
Listki z włosowatym żebrem
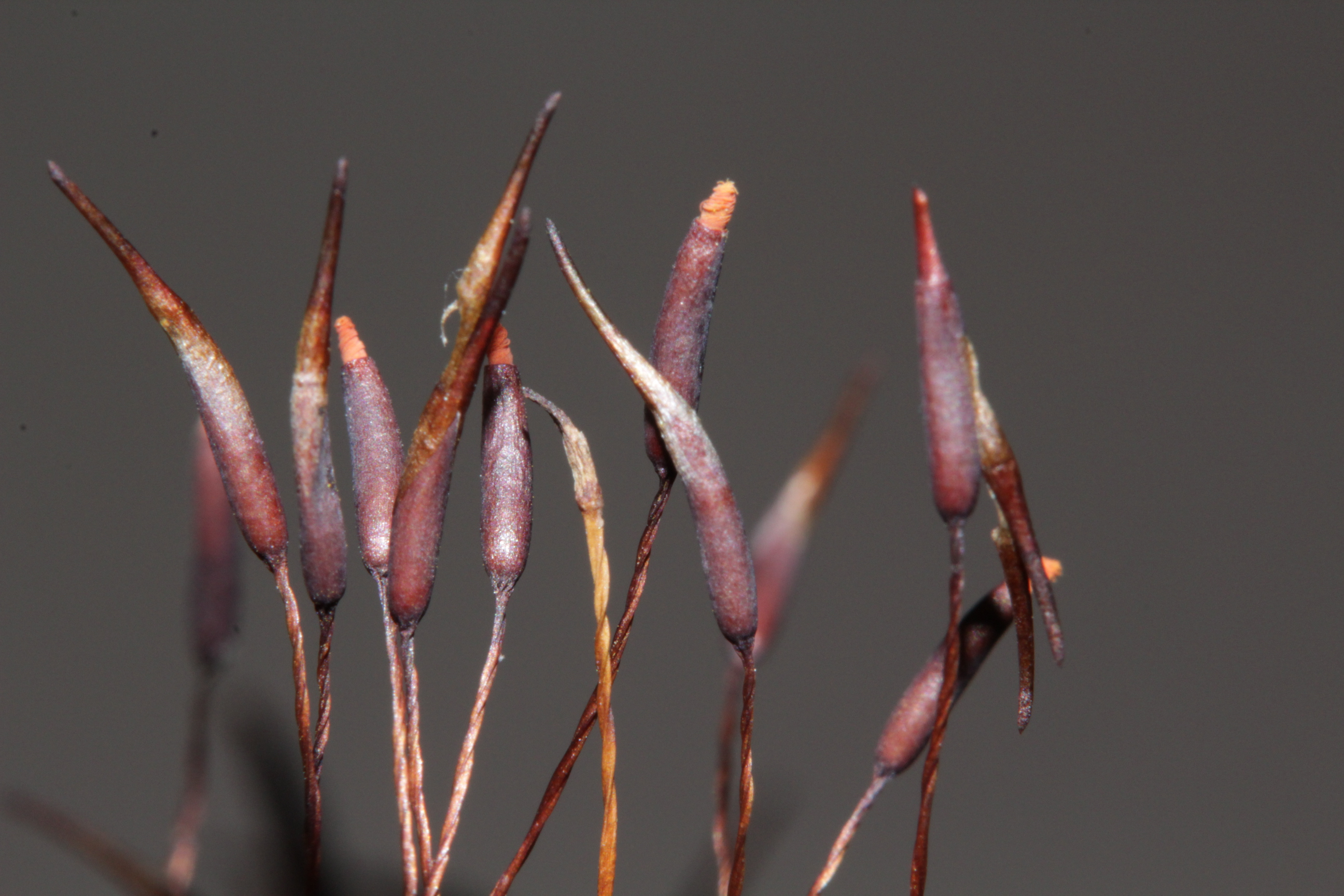
Puszki
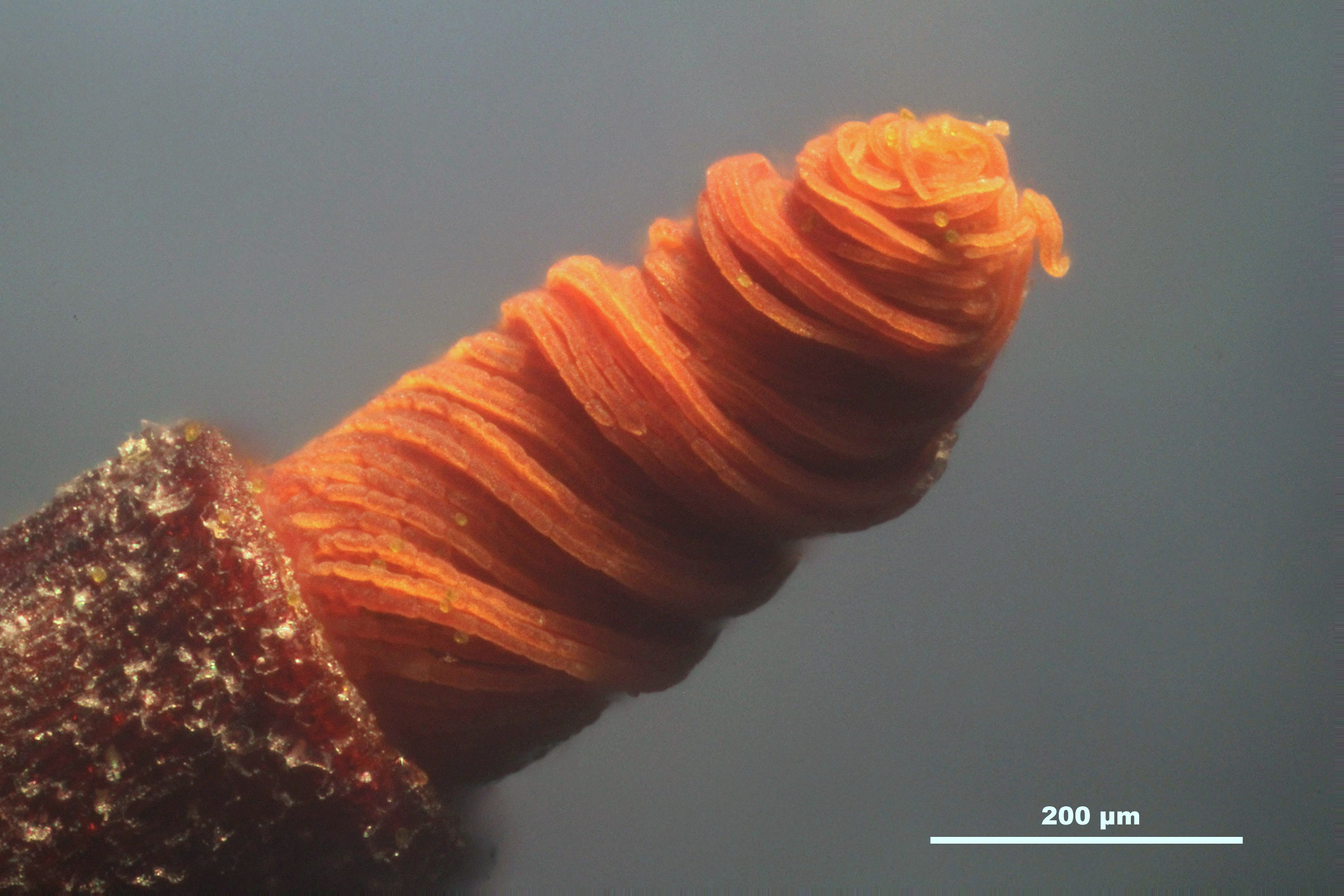
Perystom z włosowatymi zębami
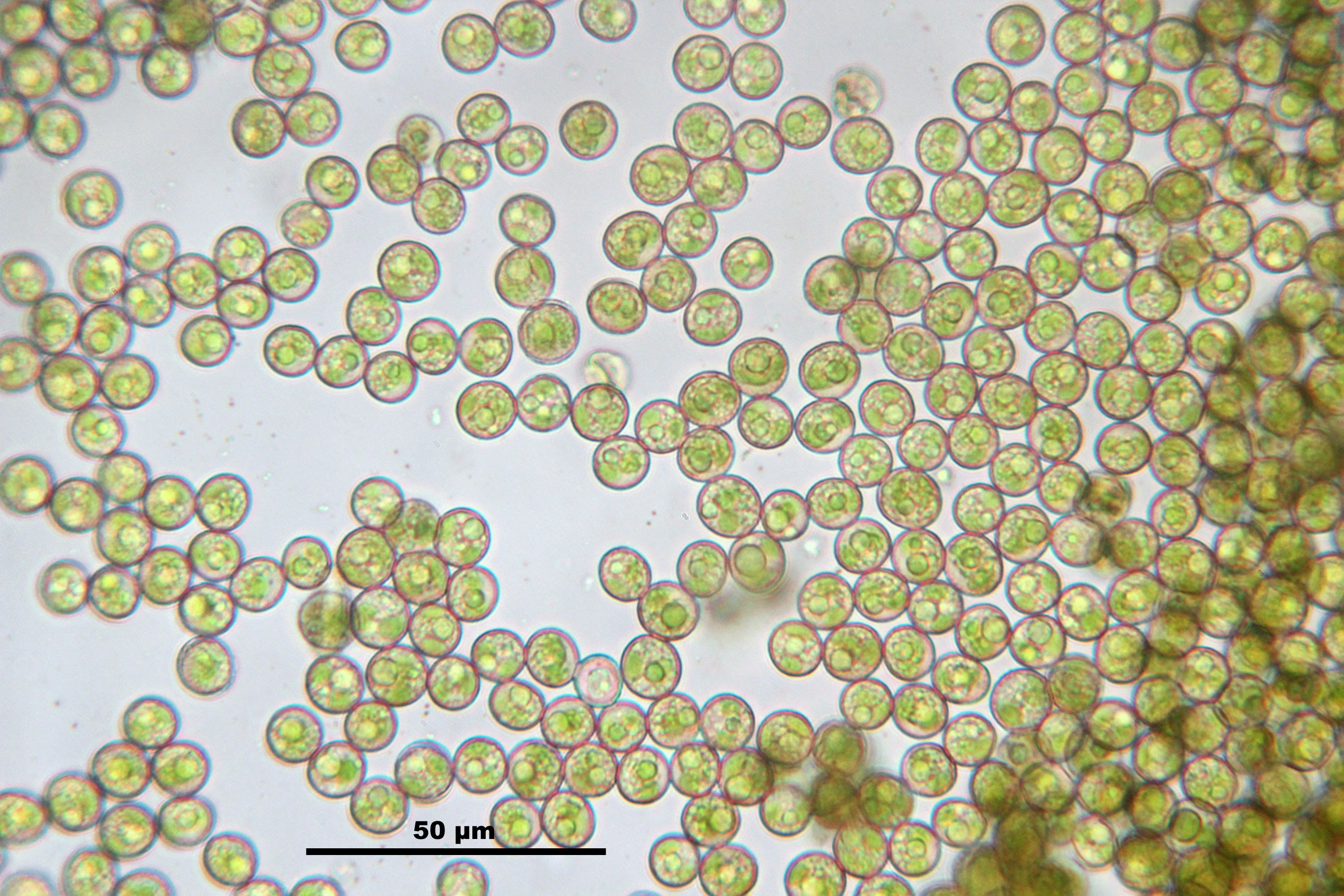
Zarodniki

## Biologia i ekologia
Puszki dojrzewają na przełomie wiosny i lata.
Siedliska tego gatunku to nasłonecznione skały wapienne i piaskowce z zawartością wapnia, często także cegły lub murowane fragmenty zabudowań. Rośnie na niskich do umiarkowanych wysokościach. Jest bardzo wytrzymały na zanieczyszczenia powietrza i suszę.

## Systematyka i nazewnictwo
Synonimy: Barbula afroinermis Müll. Hal., Barbula annulus Müll. Hal., Barbula austromuralis Müll. Hal., Barbula berteroana Müll. Hal., Barbula binnsii (R. Br. bis) Paris, Barbula chrysoblasta Müll. Hal., Barbula elaphrotricha Müll. Hal., Barbula gulliveri (R. Br. bis) Paris, Barbula melbourneana Müll. Hal., Barbula muricola Müll. Hal., Barbula subpulvinata Paris, Grimmia crassa Spreng., Tortula binnsii R. Br. bis, Tortula goettingensis Brid. ex P. Beauv., Tortula gulliveri R. Br. bis, Tortula pilosa Schrad. ex Lam. & DC., Trichostomum hutchinsonii R. Br. bis.
Taksony niższego rzędu według The Plant List: 
- Tortula muralis var. aestiva  Brid. ex Hedw. – brodek murowy bezwłosowy[6]
- Tortula muralis f. albida (Podp.) Podp.
- Tortula muralis var. heribaudii (Corb.) Corb.
- Tortula muralis var. obcordata (Schimp.) Limpr.
- Tortula muralis var. vulcanicola (Schiffner) Podp.

## Zagrożenia
Gatunek nie jest zagrożony, odmiana typowa oraz Tortula muralis var. aestiva zostały wpisane na czerwoną listę mszaków województwa śląskiego z kategorią zagrożenia LC (najmniejszej troski, stan na 2011 r.). W Czechach także nadano mu kategorię LC (2005 r.).